# شیخ عبدالطیف
شیخ عبدالطیف (انگلیسی: Sheikh Abdul Latif; ۱۵ اوت ۱۹۲۸ – ۲ فوریهٔ ۲۰۰۰) بازیکن فوتبال اهل پاکستان بود.
وی همچنین در تیم‌های ملی فوتبال هند و پاکستان بازی کرده است.
وی در مسابقات کشوری و بین‌المللی در مجموع برندهٔ ۱ مدال طلا شده است.